# Sonny Silooy
Jan Jacobus ("Sonny") Silooy (Róterdam, 31 de agosto de 1963) es un exfutbolista neerlandés.

## Trayectoria
Silooy jugó como lateral derecho o como defensa central durante varios años en el Ajax de Ámsterdam con el que ganó, entre otros, 6 campeonatos de liga, la Recopa de Europa, la Copa de la UEFA y la Liga de Campeones. Hizo su debut el 3 de mayo de 1981 y además del Ajax jugó para el RC Paris, el Arminia Bielefeld y el De Graafschap. También ha sido entrenador de la academia de jóvenes del Ajax.

## Selección nacional
Ha sido internacional con la selección de fútbol de los Países Bajos en 25 ocasiones.

## Clubes
| Club              | País         | Año       |
| ----------------- | ------------ | --------- |
| Ajax de Ámsterdam | Países Bajos | 1980-1988 |
| RC Paris          | Francia      | 1987-1989 |
| Ajax de Ámsterdam | Países Bajos | 1989-1996 |
| Arminia Bielefeld | Alemania     | 1996-1998 |
| De Graafschap     | Países Bajos | 1998-2000 |

## Palmarés

### Campeonatos nacionales
| Título                   | Club              | País         | Año  |
| ------------------------ | ----------------- | ------------ | ---- |
| Eredivisie               | Ajax de Ámsterdam | Países Bajos | 1982 |
| Eredivisie               | Ajax de Ámsterdam | Países Bajos | 1983 |
| Copa de los Países Bajos | Ajax de Ámsterdam | Países Bajos | 1983 |
| Eredivisie               | Ajax de Ámsterdam | Países Bajos | 1985 |
| Copa de los Países Bajos | Ajax de Ámsterdam | Países Bajos | 1986 |
| Copa de los Países Bajos | Ajax de Ámsterdam | Países Bajos | 1987 |
| Eredivisie               | Ajax de Ámsterdam | Países Bajos | 1990 |
| Copa de los Países Bajos | Ajax de Ámsterdam | Países Bajos | 1993 |
| Eredivisie               | Ajax de Ámsterdam | Países Bajos | 1994 |
| Eredivisie               | Ajax de Ámsterdam | Países Bajos | 1996 |

### Copas internacionales
| Título                | Club              | País         | Año  |
| --------------------- | ----------------- | ------------ | ---- |
| Recopa de Europa      | Ajax de Ámsterdam | Países Bajos | 1987 |
| Copa de la UEFA       | Ajax de Ámsterdam | Países Bajos | 1992 |
| Liga de Campeones     | Ajax de Ámsterdam | Países Bajos | 1995 |
| Copa Intercontinental | Ajax de Ámsterdam | Países Bajos | 1995 |
| Supercopa de Europa   | Ajax de Ámsterdam | Países Bajos | 1995 |